# Karlshäll
Karlshäll är en stadsdel i Luleå i Luleå kommun, lite mindre än en kilometer norr om Karlsvik. Mellan 1912 och 1962 fanns i Karlshäll ett träsliperi, som 1947 hade 100 arbetare och ägdes av Munksunds AB.
I Karlshäll låg tyskmagasinen, så kallade eftersom de användes av tyskarna under andra världskriget. Före kriget användes de som lagerbyggnader för träsliperiet. 2016 brann de upp.
Kommunikationer

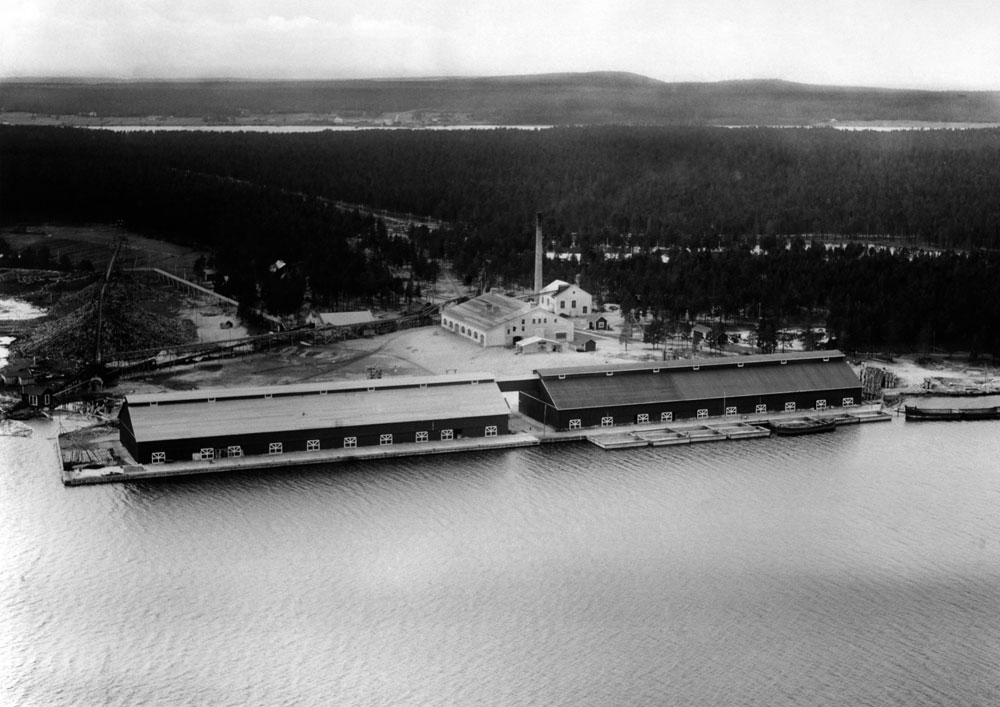
Trämassafabriken i Karlshäll 1929

Luleå Lokaltrafiks busslinje 8 passerar området.